# Clowneries
Clowneries est une mélodie pour mezzo-soprano et piano de la compositrice française Claude Arrieu, composée en 1929.

## Contexte et création
Claude Arrieu compose Clowneries en 1929, sur un texte de Jean Pourtal de Ladevèze tiré de son recueil Jeu. L'œuvre est publiée chez les éditions Durand en 1932.

## Réception
En 1935, Clowneries est interprété lors d'un « concert compositrice » à Lyon par Suzanne Dupont et Jean Witkowski au piano en présence de la compositrice.